# 林泉忠
林泉忠（LIM, John Chuan-tiong）台灣國際政治學者。具豐富的跨國研學經歷，2002年獲日本東京大學法學院頒予法學博士學位。歷任中央研究院近代史研究所副研究員、美國哈佛大學費正清東亞研究中心助理研究員、日本琉球大學國際關係學系準教授、東京大學東洋文化研究所兼任講師、哈佛大學傅爾布萊特學者、北京大學歷史系及國立台灣大學高等人文研究院客座教授，國立臺灣大學兼任副教授、國立台灣大學日本研究中心執行委員、國立臺灣大學日本綜合研究中心研究員、武漢大學日本研究中心教授兼執行主任。2020年新冠肺炎疫情爆發後返回香港，先後任教於香港科技大學、香港中文大學、《明報》（筆陣）主筆。2024年舉家遷回東京，出任東京大學東洋文化研究所特任研究員。

## 簡介
林泉忠，祖籍福建泉州，外祖父為菲律賓華僑，四代皆有移民經歷，家族後定居香港。分別於廈門、香港、東京接受初等、中等及高等教育，並先後留學美國哈佛大學、加拿大維多利亞大學，於2002年3月獲日本東京大學法學院頒予法學博士學位，成爲該學院於1877年創立以來的第165位獲取博士學位者，亦為首位香港籍華人獲得者。其後先後執教及從事研究於日本、美國、台灣、中國大陸、香港等地。
林泉忠於東京大學求學期間主修國際政治學，區域研究則以台灣為起點，其後的研究範圍主要渉及中日關係及東亞區域國際關係、國民整合、民族主義、族群政治、文化認同等。2004年，林泉忠在日本國際政治學會的學術刊物《國際政治》上發表備受矚目的論文，提出邊陲東亞此一新概念，對拓展現代東亞研究以及認同研究的新視角產生影響。2005年-2007年，首次主持極具創意的跨國民調「香港、台灣、澳門、沖繩民眾文化與國家認同國際比較調查」。2014年於中央研究院近代史研究所籌辦「多元視野下的釣魚台問題新論」國際學術研討會，被譽爲有關釣魚台議題學術水準最高的研討會，馬英九總統親自蒞臨出席，並發表專題演講。
活躍於東亞區域學術界的林泉忠，因其獨特的人生與研學經歷，形成了被認爲跨越中日、兩岸，別樹一幟的政治思想與觀點。2005年10月25日在《朝日新聞》發表題為日中韓：民族主義不合時宜 （页面存档备份，存于）的文章，批判當時東亞各國高漲的民族主義情緒，提出「告別民族主義論」。
2021年9月20日，林泉忠就美國拜登政府應對中國的政策特徵，在《明報》專欄，提出分析概念——「345中國包圍網」，3是「AUKUS」（美國、英國、澳洲），4是「QUAD」（日本、美國、澳洲、印度），5是「五眼聯盟」（美國、英國、澳洲、紐西蘭、加拿大）。
除了自2017年12月開始擔任《明報》主筆（「筆陣」欄目），林泉忠還先後擔任《明報月刊》、《關鍵評論網》、《日本網》（nippon.com）、《端傳媒》、《多維TW》、《新聞晚報》等媒體的專欄作家，出自林筆下的評論文章還散見於《朝日新聞》、《自由時報》、Taipei Times、《聯合報》、《台灣蘋果日報》、《中國時報》、《信報》、《亞洲時報》、《南風窗》、《中國經營報》、《人民網》、《沖繩時報》、《琉球新報》等，内容涵蓋東亞地區的國際關係、中日關係、日台關係、兩岸關係、中港關係、日本與沖繩關係等。
林泉忠於2009年在哈佛創辦劍橋沙龍並兼召集人。
能操流利的中文（包括普通話、閩南語、廣東話）、日文、英文等多國語言。

## 主要著書
- 單著《當「崛起」中國遇上「太陽傘」—— 透視兩岸三地新關係》（香港：明報出版社，2019）。
- 單著《誰是中國人？—— 透視台灣人與香港人的身份認同》（台北：時報出版，2017）。
- 單著（東京：明石書店，2005年2月）。
- 主編、合著，《中日國力消長與東亞秩序重構》（台北：五南出版社，2021年）。
- 主編、合著，《多元視野下的釣魚台新論》（台北：五南出版社，2024年）。
- 主編、合著，《21世紀視野下的琉球研究》（台北：台灣海峽學術出版社，2017年）。
- 合著，《沖縄平和への道標》（東京：芦書房，2020年），執筆論文，〈周辺アジアから見た沖縄人アイデンティティ〉，頁77-96。
- 合著，《沖縄から問う東アジア共同体～「軍事のかなめ」から「平和のかなめ」へ》（東京：花伝社，2019年），執筆論文，〈沖縄アイデンティティの形成と変遷〉，頁43-63。
- 合著，《21世紀視野下的琉球研究》（林泉忠主編，台北：台灣海峽學術出版社，2017年4月），執筆論文，〈琉球社會「脫中入日」下的身份認同〉，頁12-51。
- 合著，《大國政治與強制外交》（國立中興大學全球和平與戰略研究中心叢書，台北：鼎茂圖書，2016年）執筆論文，〈日本解禁集體自衛權與東亞秩序重整〉。
- 合著，《島嶼経済とコモンズ》（東京：晃洋書房，2015年），執筆論文，〈近現代における沖縄の自治運動〉。
- 合著《時代變局與海外華人的族國認同》（中華民國海外華人研究學會、2005年3月）執筆論文：，〈「九七回歸」與香港華人的認同問題〉。
- 合著執筆論文，〈「〉。
- 合著執筆論文。

## 主要期刊論文
- 〈台海危機與美國介入的歷史分析〉,《二十一世紀》，香港中文大學，總第198期，2023年8月號.
- 〈論「中日國力逆轉症候群」〉,《二十一世紀》，香港中文大學，總第192期，2022年8月號，頁37-46.
- 〈二十一世紀台灣國家認同啓示錄〉,《二十一世紀》，香港中文大學，2020年二月號，頁18-29.
- 〈開羅會議中的琉球問題: 從「琉球條款」到「中美共管」之政策過程〉，《亞太研究論壇》，第64期，2017年6月，中央研究院人文社會科學研究中心亞太區域研究專題中心。
- 〈三起三落的民族主義：琉球獨立運動史之特徵〉，《台灣東北亞研究季刊》，2015年秋季號，頁1-38，台灣東北亞研究學會。
- 〈「另類唐人街」：「閩人三十六姓」與琉球久米村〉《海外華人研究》（Translocal Chinese_East Asian Perspectives），第10.2期，2016 年10 月，中華民國海外華人研究學會。
- 〈香港國籍與護照的多重性：兼論港人身份認同的流動性〉，《台灣國際法季刊》，第12卷第四期，2015年12月，頁109-133，台灣國際法學會。
- 〈哈日、親日、戀日：「邊陲東亞」的「日本情結」〉，《思想》（臺北：思想編委會），14，2010年1月，〈聯經出版，頁139-159。
- 「『祖國』的弔詭：『現代衝擊』下沖繩身份的『脱中入日』現象」『中國大陸研究』第50卷第1期、國立政治大學國際關係研究中心、2007年3月、47-67頁。
- 〈「中国台頭症候群」：香港・台湾から見た「チャイニーズ・システム」の課題〉，《アジア研究》，第63卷第1期，2017年1月，アジア政経学会。
- 「『辺境東アジア』：新たな地域概念の構築」『国際政治』第135号、日本国際政治学会、2004年、133-152頁。
- 『日本台灣學會年報』』第６号、日本台湾学会、2004年、46-65頁。
- 〈沖繩住民のアイデンティティ調査（2005～2007）〉，《政策科學・國際關係論集》（沖繩住民之身份認同調查（2005～2007）），（西原町：琉球大學法文學部），第9號，2009年3月，頁105-147。
- 、1998年8月、65-95頁。
- 『現代中国』第74号、日本現代中国学会、2000年9月、98‐116頁。
- John Chuan-Tiong Lim，“Democracy in Taiwan: KMT Transforms Itself” in Harvard China Review，Vol. 2, Spring/Summer 2000, Nov 1, pp.76-77.

## 外部連結
- 林泉忠博客（鳳凰博報）
- 「香港、台灣、澳門、沖繩民眾文化與國家認同國際比較調查2005」《港大民意網站》 （页面存档备份，存于）
- 「香港、台灣、澳門、沖繩民眾文化與國家認同國際比較調查2007」《港大民意網站》 （页面存档备份，存于）
- 書評『「辺境東アジア」のアイデンティティ ポリティクス─沖縄、台湾、香港』（《國際政治》，日文） （页面存档备份，存于）